# Становлення і розвиток гірничої науки в світі
Становлення і розвиток гірничої науки в світі

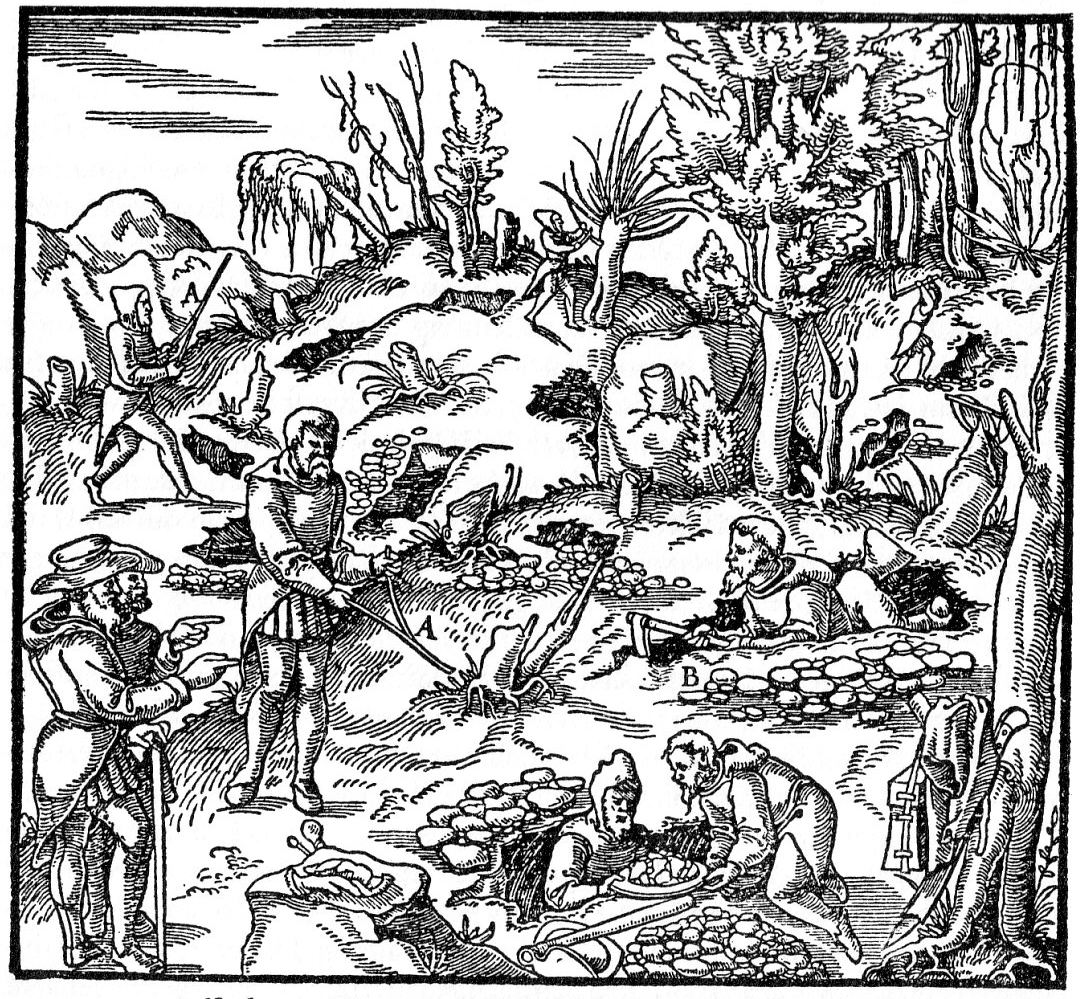
Георгіус Агрікола, старателі в пошуку руд

Картина поступового освоєння людством мінеральних ресурсів планети відкривається з міфів і народних епосів («Пісня про Нібелунгів», «Золоте руно»), продовжується у історичних та релігійних працях й спеціальних природознавчих (гірничо-металургійних) трактатах. Так у «Пісні про Гільгамеша» (кінець ІІІ — початок ІІ тис. до Р. Х.) зустрічаються згадки про золото, срібло, палаци і будинки з каміння і цегли, в тому числі випаленої. У давньоіндійському епосі («Магабгарата», «Маркандея-пурана» та інш.) є багато посилань на золото, олово, залізо, перли та інші мінеральні копалини. В Біблії згадуються близько двох десятків мінералів. Тіт Лукрецій Кар, римський поет І ст. до Р. Х. у своїй філософсько-пізнавальній поемі «Про природу речей» підкреслює важливість відкриття і розробки родовищ металів у загальній історії людства. Пліній (Гай Пліній Секунд, 23 або 24 — 79 р. по Р. Х.) подає ґрунтовну картину розвитку гірництва античності у 33-й і 34-й книгах своєї «Природничої історії» — енциклопедії знань античності. Страбон (64/63 р. до Р. Х. — 23/24 р. по Р. Х.) у своїй «Географії» (17 книг) описав досвід гірничої справи в країнах світу часів античності. «Батько історії» Геродот багаторазово звертається в своїх описах країн до гірничої справи, яку розвивали ті чи інші народи.
Одним із пам'ятників світової історії середніх віків є твір Ґеоргія Аґріколи (1494—1555, справжнє ім'я — Ґеорг Бауер) «Про гірничу справу та металургію в дванадцяти книгах» (Базель, 1556 р.). Це — перша енциклопедія гірничої справи і металургії, яка підвела підсумок всьому досвіду людства по видобуванню руди та плавці металів аж до XVI ст. Праця Аґріколи протягом двох століть була основним посібником для гірників усього світу. Водночас, підкреслюючи фундаментальність праці Ґ.Аґріколи, треба згадати і його попередників та сучасників — У. Р. Кальбе з Фрайберґа, автора «Гірничої книжки» (1505 р.), італійського інженера Бірінгуччо Ванноччо, автора трактату «Про піротехніку» у десяти книгах (1540 р.), німецького вченого Себастіана Мюнстера (1485—1552), автора великої праці «Космографія» (1544 р.).
Багато пристроїв і механізмів, які застосовувалися в гірництві, винайдені в данину і описані в працях відомих мислителів — Архімед (287—212 рр. до Р. Х.) запропонував і описав оригінальний ґвинт для підіймання води («гвинт Архімеда»), римський архітектор та інженер Вітрувій (друга половина І ст. до Р. Х.) у 10-й книзі багатотомної праці «Про архітектуру десять книг» описав блоки, поліспасти, вантажопідіймальні машини, водяні колеса і млини, поршневий насос, водяний ґвинт та інші механізми, заторкнув питання вентиляції копалень. Розробкою нової гірничої техніки натхненно займався геніальний інженер і художник Леонардо да Вінчі (1452—1519), який запропонував конструкцію бура для дослідження надр, розробив принципову схему екскаватора-драґлайна, значно поліпшив роботу підйомних машин винаходом підшипника.
Роки життя та діяльності да Вінчі й Аґріколи належать до епохи Відродження, коли в ряді країн Європи почали складатися капіталістичні відносини, двигуном яких стає гірничо-металургійне виробництво. Цікаво, що в першій легендарній десятці творців Англійської промисловою революції (Аркрайт, Болтон, Вілкінсон, Гаскойн, Дербі, Ребек, Ватт та ін.) були здебільшого власники шахт і металургійних заводів, гірничі інженери за освітою.
Ціла плеяда видатних вчених з'ясовували питання геології і мінералогії, зокрема генетичну природу мінералів і серед них давньогрецький філософ Аристотель (384—322 рр. до Р. Х.), учений, філософ Ібн-Сіна (Авіцена, 980—1037), хорезмський енциклопедист Аль-Біруні (973—1048), італійський мислитель-натурфілософ епохи Відродження Джироламо Кардано (1501—1576), основоположник російської науки Михайло Ломоносов (1711—1765), а також видатні українські вчені — ректор Києво-Могилянської академії Феофан Прокопович (1681—1736), перший президент української академії наук Володимир Вернадський (1863—1945), відомий мінеролог, автор одного з найбільших у світі «Мінералогічних словників» Євген Лазаренко (1912—1979) та багато інших.